# José Alberto Neves Candeias
José Alberto Neves Candeias (Vila Real, Portugal, em 15 de novembro de 1921 — 5 de fevereiro de 2014) foi um médico, docente e pesquisador luso-brasileiro, um dos pioneiros da Virologia no Brasil.

## Biografia
José Alberto nasceu em 15 de novembro de 1921, na cidade de Vila Real, em Portugal. Era filho de Alberto Candeias e de Angelina Neves Candeias. Graduou-se em Medicina na Universidade de Lisboa em 1945. O seu pai, Alberto Candeias, foi famoso no cenário intelectual de Lisboa por ter sido um dos fundadores da revista Seara Nova. Como professor, trabalhou em três Liceus de Portugal e, como oceanógrafo com especialização em Liverpool, foi pesquisador do Aquário Vasco da Gama, onde passou a maior parte de sua vida.
Em 1948, José Alberto conheceu Nelly Martins Ferreira, brasileira que viajava pela Europa com seus pais. Ficaram noivos em Lisboa, nesse mesmo ano, razão pela qual Candeias se mudou para São Paulo, no Brasil, em 1949. Naturalizou-se brasileiro, passando a morar em São Paulo, onde se casou. Em São Paulo desenvolveu carreira como pesquisador e docente do Instituto de Ciências Biomédicas da Universidade de São Paulo (ICB-USP), vindo a se aposentadr como Professor Titular.
No início de sua carreira no Brasil, Candeias trabalhou com o professor Otto Bier, no Instituto Biológico de São Paulo, e no Instituto Butantã com o cientista Aristides Vallejo. Nesse período, foi convidado pelo Professor Dácio Cristovão, professor catedrático da USP, para trabalhar como docente na Faculdade de Saúde Pública da Universidade de São Paulo, onde obteve o título de sanitarista.
Com a reforma universitária, transferiu-se para o novo campus da cidade universitária, tendo sido o primeiro Chefe do Departamento de Microbiologia da Universidade de São Paulo. Como bolsista no exterior, trabalhou na Central Public Health de Londres, entre 1965 e 1970, e nos Estados Unidos da América em Universidade da Califórnia em Berkeley, tendo ainda estagiado seis meses na Faculdade de Medicina de Universidade da Carolina do Norte em Chapel Hill.
Candeias foi um dos pioneiros na implantação da Virologia no Brasil, tendo iniciado seus estudos nesta área em 1956. Começou a trabalhar na USP em 1960, dedicando-se a pesquisa e ao ensino desta matéria tendo orientado mais de uma vintena de teses e mestrados na área.
José Alberto Neves Candeias foi sócio fundador, em 1982 com Hermann Gonçalves Schatzmayr, da Sociedade Brasileira de Virologia e seu presidente entre 1988-1990.
A par de sua formação científica, Candeias teve sólida educação humanística, como se pode observar em seus ensaios avulsos, publicados de 2006 a 2012, na Revista de Saúde Pública, publicação da Faculdade de Saúde Pública da Universidade de São Paulo. Nestes escritos revela-se o seu espírito curioso e indagativo animado por marcante inquietação intelectual. Incursões nos campos de filosofia, da ética, da história, da cultura em geral e até mesmo da culinária mostram o caráter multifacetado de um intelectual de extraordinária riqueza humana.
José Alberto Neves Candeias morreu a 5 de fevereiro de 2014.

## Pesquisas
- 1990 – Fundação de Amparo à Pesquisa do Estado de São Paulo (FAPESP), para desenvolvimento da pesquisa de sua orientada, intitulada “Epidemiologia Molecular dos Adenovirus Entéricos”.
- 1990 – Fundação de Amparo à Pesquisa do Estado de São Paulo (FAPESP), para desenvolvimento da pesquisa de sua orientada, intitulada “A Co-aglutinação como Método de Diagnóstico Rápido de Rotaviroses”.
- 1987 – Fundação de Amparo à Pesquisa do Estado de São Paulo (FAPESP), para desenvolvimento da pesquisa de seu orientado, subordinada ao tema “Isolamento das Proteínas VP4 e VP7 de Rotavirus, para uso de Soros Protetores na Infecção Experimental de Camundongos”.
- 1987 – Fundação de Amparo à Pesquisa do Estado de São Paulo (FAPESP), para desenvolvimento de sua pesquisa “Estudo Experimental, em Camundongos, do Sinergismo entre E.coli Enteroxigênica e Rotavírus Humano”.
- 1986 – Fundação de Amparo à Pesquisa do Estado de São Paulo (FAPESP), para estágio de 6 meses no Laboratório de Biologia Molecular, na Escola de Medicina, Universidade da Carolina do Norte, em Chapel Hill.
- 1984 a 1985 – Financiadora de Estudos e Projetos (FAPESP), para desenvolvimento da pesquisa do Laboratório de Virologia do Departamento de Microbiologia do Instituto de Ciências Biolmédicas, “Aspectos Epidemiológicos e Virais dos Quadros de Diarreia Infantil”.
- 1983 – Fundação de Amparo à Pesquisa do Estado de São Paulo (FAPESP), para desenvolvimento de sua pesquisa “A Electroforese em Gel de Agarose-Ureia no Estudo do RNA de Rotavírus Humanos”.
- 1982 – Conselho Nacional de Pesquisas (CNPq), para desenvolvimento de sua pesquisa “Electroforese do RNA de Rotavirus Humanos”.
- 1979 – Fundação de Amparo à Pesquisa do Estado de São Paulo (FAPESP), para patrocinar visita ao Laboratório de Virologia do Departamento de Microbiologia do Instituto de Ciências Biomédicas, do Dr. Thomas H. Flewett, Diretor do Laboratório Regional de Virologia do “East Birmingham Hospital”.
- 1979 – Conselho Nacional de Pesquisas (CNPq) para desenvolvimento da pesquisa, sob sua responsabilidade, “Gastroenterite Infantil Aguda por Rotavirus”.
- 1978 – Conselho Nacional de Pesquisa (CNPq), para estágio no Laboratório Regional de Virologia do “East Birmingham Hospital”, em Birmingham, Grã-Bretanha.
- 1971 – Coordenação de Aperfeiçoamento do Pessoal de Nível Superior (CAPES), para estágio de dois anos no Laboratório de Riquetsioses e Viroses do Departamento de Saúde da Califórnia, em Berkeley.
- 1970 – Fundação de Amparo à Pesquisa do Estado de São Paulo (FAPESP), para continuar o estágio feito nos Laboratórios Centrais de Saúde Pública de Londres.
- 1968 – Fundação de Amparo à Pesquisa do Estado de São Paulo (FAPESP), para continuar o estágio no laboratório referido anteriormente e frequentar Curso de Imunologia, patrocinado pelo “British Council”.
- 1965 – “British Council” e Conselho Nacional de Pesquisas (CNPq), para estágio de dois anos no Laboratório de Vírus dos Laboratórios Centrais de Saúde Pública de Londres.

## Honrarias
- 1996 – No VIII Encontro Nacional de Virologia foi homenageado por suas relevantes contribuições à Virologia Brasileira. A iniciativa da Sociedade Brasileira de Virologia decorreu em São Lourenço, Minas Gerais.
- 1997 – Simpósio de Virologia em sua homenagem, organizado pelo Instituto de Ciências Biomédicas da USP.[3] Foi homenageado pelo Reitor e Pós-Reitores da Universidade de São Paulo. Na presença de seus alunos, ex-alunos, professores, familiares  e amigos inaugurou-se o Laboratório de Virologia Professor Dr. José Alberto Neves Candeias.

| “ | A homenagem foi belíssima. Tudo esteve perfeito e, sobretudo, muito alegre. O Laboratório Prof. Dr. José Alberto Neves Candeias ocupa um amplo espaço com tudo que, tecnicamente, os cientistas da área almejam ter. Durante o discurso de agradecimento, o Professor Candeias recordou a influencia de seu Pai, Professor Alberto Candeias, e mencionou seu sobrinho, João Manuel Grisi Candeias, como excelente cientista na área da Virologia. Agradeceu a mim relembrando os 48 anos de mútua dedicação e apoio. Agradecemos a Deus por, juntos, termos vivido esse momento tão excepcional. Na vida, poucos se lembram de reconhecer o valor de terceiros. Dra. Nelly Martins Ferreira Candeias, São Paulo, 25 de agosto de 1997 - Carta dirigida ao Professor Daniel Serrão. | ” |

- 2002 – Recebeu o Diploma de Honra ao Mérito concedido pela Assembleia Legislativa do Estado de São Paulo, por ocasião dos 502 anos da descoberta do Brasil, numa sessão solene comemorativa ao Dia da Comunidade Luso-Brasileira.[2][6]

Querido Tio José, hoje, mais uma vez, o tio será homenageado. Acredito ser um momento muito importante para si. Depois de realizar tantas coisas, e não ser esquecido por ter desenvolvido esta obra, deve ser imensamente emocionante. Mais uma vez parabéns. E espero que o tio José possa continuar a desenvolver projectos que lhe emocionem. Um beijo grande,  Teresa e Niek

## Obras
- Ciência, Ética e Vida[7]

Vivemos hoje, um momento histórico: somos todos vítimas da “dinossauromania”. Alguns exemplos arrolados a seguir confirmam essa situação. Ai estão as peças do vestuário que ostentam estampas as varias espécies de dinossauros.
- O Efeito Borboleta[8]

“O chamado efeito borboleta foi teorizado pelo matemático Edward Lorentz, em 1963. Segundo ele, o bater de asas de uma borboleta pode causar um tufão em outra parte do mundo, porque tudo se encontra interligado e qualquer pequena ação pode ter enormes consequências.”
- Metacaos e outros Ensaios[9]

“Somente os falsos especialistas devem fazer lembrar o celebre ditado indiano do “tambor” que diz que alguns indivíduos usam as duas mãos para atender à sua tarefa profissional, outros trabalham com a mão e tocam o tambor, e aos que usam as duas para tocar o tambor...”
- Comentários de Natureza Vária, Genérica e Científica[10]

O termo bioética passou hoje, a ter significado mais amplo do que no passado em 1970, obrigando a uma análise de perspectiva de ordem pessoal, social, pedagógica ecológica e política. Do ponto de vista pessoal as prioridades se dividem pela liberdade e dignidade humana. A utilização de outras espécies de animais de laboratório na definição de técnicas na terapia humana e de outros animais tem sido alvo de julgamentos contrário por racionalidade e por motivos de simples paixão, do que resultam normas de uso, muitas vezes complementadas por situações.